# Monorachis sordulenta
Monorachis sordulenta är en insektsart som beskrevs av Philip Reese Uhler 1901. Monorachis sordulenta ingår i släktet Monorachis och familjen kilstritar. Inga underarter finns listade i Catalogue of Life.